# Kinder unserer Erde
Kinder unserer Erde ist eine im Verlag Rabén & Sjögren erschienene schwedische Fotobuchreihe, die sich mit dem Alltag von Kindern aus aller Welt in den 1950er und 1960er Jahren beschäftigte. Die Illustrationen stammen von Anna Riwkin-Brick. Die Autorinnen waren Astrid Lindgren, Elly Jannes, Leah Goldberg, Eugénie Söderberg, Vera Forsberg und Cordelia Edvardson.

## Handlung
Die Bücher handeln jeweils von einem Kind aus Eurasien oder Afrika, dessen Alltag mit Bildern und einem kleinen Text wiedergegeben wird. Es soll ein kleiner Eindruck vom Leben in verschiedenen Ländern vermittelt werden.

## Hintergrund
Die Idee zu der Buchreihe stammte ursprünglich von Elly Jannes, die mit Anna Riwkin-Brick im Rahmen eines anderen Buches für Erwachsene (Nomaden des Nordens) zusammenarbeitete. Riwkin zeigte Jannes die Bilder, die sie von einem Mädchen in Lappland gemacht hatte. Jannes fand diese so gut, dass sie Riwkin vorschlug aus diesen Fotos ein Kinderbuch zu machen. Dieses wurde wenig später unter dem Namen Elle Kari veröffentlicht und erschien erstmals 1951 bei Rabén & Sjögren in Schweden. Anna Riwkin-Brick steuerte die Fotografien zu dem Buch bei und Elly Jannes verfasste den Text. Allein die Erstausgaben in Deutschland und im Vereinigten Königreich umfassten 25.000 Stück. Es folgten 14 weitere Bücher, die insgesamt mehr als 900.000 mal verkauft wurden. Die Geschichten beruhen jeweils auf wahren Begebenheiten. Jedoch wurden in einzelnen Büchern einige Geschichten verändert. Die Buchreihe wurde insgesamt in 18 weitere Sprachen, darunter deutsch, englisch (unter dem Titel Children’s Everywhere – Kinder überall) und hebräisch (unter dem Titel ילדי העולם – Kinder der Welt), übersetzt.

### Zusammenarbeit mit Astrid Lindgren
Astrid Lindgren war, mit insgesamt neun Bänden, die Autorin der meisten Bücher der Reihe. Jedoch war sie ursprünglich nicht daran interessiert, die Fotobuchreihe zu schreiben. Als Anna Riwkin-Brick nach einer Reise von Japan zurückkam, wollte ihr Verlag mit Riwkin-Bricks Bildern ein Fotobuch dazu erstellen. Jedoch wurde kein geeigneter Autor gefunden. Daher bat der Verlag Astrid Lindgren den Text zu schreiben. Diese willigte, nach anfänglicher Ablehnung, schließlich ein. Bei neuen Projekten von Riwkin-Brick begleitete Lindgren sie entweder direkt oder folgte ihr später. Die Fotos zu den Bänden wurden gemeinsam ausgewählt, bevor Lindgren den Text schrieb. Nur der Text zum letzten gemeinsamen Buch Matti aus Finnland entstand vor den Bildern. Nach Abschluss der Reihe erklärte Lindgren, dass ihr die Arbeit mit Riwkin-Brick zwar Freunde bereitet habe, dass sie die Bücher, insbesondere Marko in Jugoslawien (Original: Marko bor i Jugoslavien), jedoch nicht mehr so gerne mögen würde. Sie sei nicht mit den Fotos von Riwkin-Brick, sondern eher mit ihrer eigenen Leistung als Autorin unzufrieden.

### Filme aus Israel
Insbesondere in Israel war die Reihe, dank der Übersetzungen von der Lyrikerin Leah Goldberg, ein großer Erfolg. So groß, dass sich die israelische Regisseurin Dvorit Shargal im Jahr 2014 auf die Suche nach den fotografierten Kindern begab und einen 50-minütigen Film (Where is Elle Kari and what happened to Noriko-san?) darüber drehte, was aus Ella Kari (Elle Kari), Japi (Japi aus Holland), Noriko, Eva (Noriko-San), Anat, Shaul (Eli aus Israel), Daniel und Miriam (Mirjam aus Israel) geworden war. Außerdem trafen sich Noriko und Eva aus den Büchern erneut in Tokyo. Der Film führte dazu, dass neun Geschichten in Israel neu aufgelegt wurden, darunter: Elle Kari, Noriko-San, Sia wohnt am Kilimandscharo, Lilibet, das Zirkuskind, Japi aus Holland, Wanthai aus Thailand, Gennet aus Äthiopien und Salima aus Kaschmir.
Am 5. August 2016 erschien ein neuer Film, Africa! Sia lives on Kilimanjaro, in dem sich die Regisseurin auf die Suche nach Sia aus dem Buch Sia wohnt am Kilimandscharo (Sia bor på Kilimandjaro) machte und über deren Leben nach Erscheinen des Buches berichtete.
Am 20. Oktober 2017 erschien Where is Lilibet the Circus child and what happened in Honolulu?, ein Film, der sich mit dem Verbleib von Lilibet aus Lilibet, das Zirkuskind (Lilibet, cirkusbar) und Mokihana aus Mokihana (Mokihana bor på Hawaii) beschäftigt.

### Deutsche Veröffentlichungen
In Deutschland wurden die Bücher von 1952 an unter dem Titel Kinder unserer Erde beim Oetinger Verlag veröffentlicht. Inzwischen sind alle deutschen Ausgaben vergriffen und haben zum Teil einen hohen Sammlerwert.

## Werke
| Jahr               | Titel (deutsch)             | Originaltitel           | Autor              | Fotograf          | Deutsche Übersetzung        |
| ------------------ | --------------------------- | ----------------------- | ------------------ | ----------------- | --------------------------- |
| 1951, deutsch 1952 | Elle Kari                   | Elle Kari               | Elly Jannes        | Anna Riwkin-Brick | ohne Angabe des Übersetzers |
| 1956, deutsch 1956 | Noriko-San                  | Eva möter Noriko-san    | Astrid Lindgren    | Anna Riwkin-Brick | ohne Angabe des Übersetzers |
| 1958, deutsch 1958 | Sia wohnt am Kilimandscharo | Sia bor på Kilimandjaro | Astrid Lindgren    | Anna Riwkin-Brick | ohne Angabe des Übersetzers |
| 1959, deutsch 1959 | Lasse aus Dalarna           | Mina svenska kusiner    | Astrid Lindgren    | Anna Riwkin-Brick | Margot Franke               |
| 1960, deutsch 1960 | Lilibet, das Zirkuskind     | Lilibet, cirkusbarn     | Astrid Lindgren    | Anna Riwkin-Brick | Margot Franke               |
| 1961, deutsch 1962 | Mokihana                    | Mokihana bor på Hawaii  | Eugénie Söderberg  | Anna Riwkin-Brick | Margot Franke               |
| 1962, deutsch 1962 | Marko in Jugoslawien        | Marko bor i Jugoslavien | Astrid Lindgren    | Anna Riwkin-Brick | Margot Franke               |
| 1963, deutsch 1987 | Japi aus Holland            | Jackie bor i Holland    | Astrid Lindgren    | Anna Riwkin-Brick | Margot Franke               |
| 1964, deutsch 1964 | Eli aus Israel              | Eli bor i Israel        | Leah Goldberg      | Anna Riwkin-Brick | Margot Franke               |
| 1965, deutsch 1965 | Randi aus Norwegen          | Randi bor i Norge       | Astrid Lindgren    | Anna Riwkin-Brick | Margot Franke               |
| 1966, deutsch 1967 | Wanthai aus Thailand        | Noy bor i Thailand      | Astrid Lindgren    | Anna Riwkin-Brick | Silke von Hacht             |
| 1967, deutsch 1968 | Gennet aus Äthiopien        | Gennet bor i Etiopien   | Vera Forsberg      | Anna Riwkin-Brick | Thyra Dohrenburg            |
| 1968, deutsch 1969 | Matti aus Finnland          | Matti bor i Finland     | Astrid Lindgren    | Anna Riwkin-Brick | Thyra Dohrenburg            |
| 1969, deutsch 1970 | Mirjam aus Israel           | Miriam bor i en kibbutz | Cordelia Edvardson | Anna Riwkin-Brick | Thyra Dohrenburg            |
| 1970, deutsch 1971 | Salima aus Kaschmir         | Salima bor i Kashmir    | Vera Forsberg      | Anna Riwkin-Brick | Thyra Dohrenburg            |

## Auszeichnungen und Nominierungen

### Auszeichnungen
New York Herald Tribunes Spring Festival Award
- 1963: Sia wohnt am Kilimandscharo (Sia bor på Kilimandjaro): Children's Spring Book[4]

Elsa-Beskow-Medaille
- 1963: Marko in Jugoslawien (Marko bor i Jugoslavien): Anna Riwkin-Brick[11]

### Nominierungen
Deutscher Jugendliteraturpreis
- 1960: Sia wohnt am Kilimandscharo (Sia bor på Kilimandjaro): Bilderbuch[12]
- 1966: Randi aus Norwegen (Randi bor i Norge): Bilderbuch[13]